# Вкаменена сватба
Природният феномен Каменната сватба (Вкаменената сватба) се намира на 5 км източно от центъра на град Кърджали, край село Зимзелен. Разположен е на площ от около 40 дка и е обявен за защитен обект през 1974 г. Наред с намиращите се край село Бели пласт Каменни гъби, той е едно от най-интересните скални образувания от т.нар. Кърджалийски пирамиди, разположени по ридовете Каяджик и Чуката в Източните Родопи.
Най-впечатляващи са две 10-метрови скали, наподобяващи прегърнати младоженци.
Според научните хипотези „Вкаменената сватба“ е започнала формирането си преди 40 милиона години вследствие на подводна вулканична дейност, от която са се образували скалите риолитови туфи. По-късно, след като морето се оттеглило, скалите били изложени на въздействието на дъжда, вятъра и слънцето и тези стихии оформили днешните им форми. Различни минерали в скалата са причина и за разнообразните цветове и нюанси.

## Легенда
Местен момък залюбил девойка от съседно село. Само сините и очи светели на забуленото и лице, което никой не бил виждал. Залинял момъкът за прекрасните очи на девойката. Тогава баща му отишъл в селото и успял да я откупи за гърне пълно с жълтици. Вдигнала се голяма сватба и шествието с момата тръгнало за Зимзелен. Изведнъж духнал вятър, отвял кърпата и открил лицето на булката. От красотата ѝ свекърът занемял. Нечестиви мисли минали през главата му. Тогава се случило нещо страшно. Цялата сватба за миг се вкаменила. Останал само младоженеца, вцепенен от мъка и ужас. Замолил той вятъра да вкамени и него. Молбата му била чута. В краката му останала жива единствено малката локва, образувана от неговите сълзи, която съществува и днес...